# Апаресидо Сиприано, Маркос Антонио
Ма́ркос Анто́нио Апареси́до Сиприа́но (порт.-браз. Marcos Antonio Aparecido Cipriano; 17 апреля 1973, Андира, Парана), более известный в России под именем Марка́н или Марка́о (порт. Marcão) — бразильский футболист, нападающий.

## Карьера
Маркао начал карьеру в клубе «Жувентус» из Сан-Паулу. Затем выступал за клуб «Мацубара», отличившись высокой результативностью в чемпионате штата (8 голов в 15 матчах) и уругвайском клубе «Монтевидео Уондерерс», за который забил в 1993 году 9 голов в 13-ти играх.
Позже Маркан играл в клубах «Спорт Ресифи», «Арасатуба» и мексиканской «Толуке». В 1994 году Маркан ненадолго вернулся в «Мацубару», откуда уехал в Италию, где выступал за клуб «Торино», но за туринскую команду Маркан играл чрезвычайно редко, проведя лишь 4 игры.
После сезона в Италии Маркан вернулся в Бразилию и стал играть за клуб «Можи-Мирин», с которым в первый же год стал серебряным призёром чемпионата штата Сан-Паулу. Затем Маркан выступал за клуб «Мирассол», откуда в 2000 году уехал в московский «Спартак».
За московский клуб Маркан провёл 24 матча и забил 7 мячей, четыре из которых в Лиге чемпионов. Первый мяч за «Спартак» Маркан забил ударом «ножницами» в кубковом матче с «Ладой», а затем забил ещё 3 гола в 7 матчах, включая 2 мяча в ворота «Арсенала» в Лиге чемпионов. Однако через некоторое время Маркан перестал показывать былой уровень игры и «осел» на скамье запасных.
В 2001 году Маркан перешёл в немецкий клуб «Санкт-Паули», боровшийся за «выживание» в бундеслиге, за 1,4 млн марок но бразилец не смог помочь команде, вылетевшей во второй дивизион, чему во многом помешала травма, а во второй бундеслиге Маркан перестал попадать в состав, проведя лишь 5 матчей.
По окончании второго сезона в Германии Маркан перешёл в клуб «Баия», заплативший за трансфер футболиста 600 тыс. евро. Затем Маркан выступал за «Гуарани» (Кампинас) и швейцарский «Ивердон». Затем Маркан выступал за «Насьонал Роландия» и «Португеза Лондриненсе». В январе 2009 года Маркан принял решение завершить карьеру.
Завершив игровую карьеру, Маркао устроился работать в детской футбольной школе в родном штате Парана.

## Достижения
- Чемпион России: 2000